# واکانای، هوکایدو
واکانای در استان هوکایدو در کشور ژاپن واقع شده‌است که دارای جمعیت ۴۰٬۶۲۹ نفر و مساحت ۷۶۰٫۸۳ کیلومتر مربع با تراکم جمعیت ۵۳٫۴ نفر در کیلومترمربع است و در تاریخ ۱ آوریل ۱۹۴۹ به عنوان شهر شناخته شد.